# Sonic Temple
Albums de The Cult
Electric Ceremony
Sorti en 1989, Sonic Temple est le 4e album studio du groupe de rock anglais The Cult. Ce disque de heavy metal puissant est récompensé d'un disque de platine aux États-Unis.
La chanson Edie (Ciao Baby) est inspirée par l'actrice Edie Sedgwick. Iggy Pop chante dans le titre New York City.

## Liste des Pistes
1. Sun King
2. Fire Woman
3. American Horse
4. Edie Ciao Baby
5. Sweet Soul Sister
6. Soul Asylum
7. New York City
8. Automatic Blues
9. Soldier Blue
10. Wake Up Time For Freedom
11. Medicine Train